# Aljmaš
Aljmaš est un village de la municipalité d'Erdut (comitat d'Osijek-Baranja) en Croatie. Au recensement de 2011, le village comptait 605 habitants.

## Histoire
Le château ne se visite pas.
Un pèlerinage marial ancien se fait à l'Église Notre-Dame du Refuge.